# Месенкамп
Месенкамп (њем. Messenkamp) општина је у њемачкој савезној држави Доња Саксонија. Једно је од 38 општинских средишта округа Шаумбург. Према процјени из 2010. у општини је живјело 810 становника. Посједује регионалну шифру (AGS) 3257024.

## Географски и демографски подаци
Месенкамп се налази у савезној држави Доња Саксонија у округу Шаумбург. Општина се налази на надморској висини од 108 метара. Површина општине износи 6,8 km². У самом мјесту је, према процјени из 2010. године, живјело 810 становника. Просјечна густина становништва износи 119 становника/km².